# The Betrayal - Nerakhoon
The Betrayal - Nerakhoon è un documentario del 2008 diretto da Ellen Kuras e Thavisouk Phrasavath candidato al premio Oscar al miglior documentario.